# Ideopsis aventina
Ideopsis aventina är en fjärilsart som beskrevs av Pieter Cramer 1775. Ideopsis aventina ingår i släktet Ideopsis och familjen praktfjärilar. Inga underarter finns listade i Catalogue of Life.